# Жабеші
Жабеші (груз. ჟაბეში) — село в Грузії.
За даними перепису населення 2014 року в селі проживає 90 осіб.